# Thalassarachna coeca
Thalassarachna coeca is een mijtensoort uit de familie van de Halacaridae. De wetenschappelijke naam van de soort is voor het eerst geldig gepubliceerd in 1902 door Trouessart.